# 얀초 미클로시
얀초 미클로시(Miklós Jancsó, 1921년 9월 27일 ~ 2014년 1월 31일)는 헝가리의 영화 감독, 영화 각본가이다. 1972년 영화 《붉은 시편》을 통해 칸 영화제 감독상을 수상했다.

## 작품 목록
- 칸타타 (1963)
- 검거 (1966)
- 적과 백 (1967)
- 붉은 시편 (1972)